# Tetrakvark

Néhány tetrakvarkjelölt

A részecskefizikában a tetrakvark egy hipotetikus mezon, amely négy kvarkból áll. Elvben a tetrakvark állapota a kvantum-színdinamikában, az erős kölcsönhatások modern elméletében létezhet. Viszont nincs igazolt beszámoló a tetrakvark állapotáról.  Bármely megalakult tetrakvark állapot lehet például egzotikus hadron, amely a kvark besoroláson kívül esik.

## Tetrakvark jelöltek
2003-ban a Japánban folytatott Belle-kísérletben ideiglenesen X(3872)-nek nevezett részecskéről gondolták, hogy tetrakvark, mint ahogyan azt eredetileg is sejtették. Az ideiglenes X-betű ebben az esetben azt jelenti, hogy még jó néhány tisztázatlan kérdés van a részecskével kapcsolatban. Az ezt követő szám a részecske tömege MeV-ban. 
2004-ben a Dsj(2632) részecskeállapotot fedezték fel a Fermilab laborjában, és ők is tetrakvark besorolást javasoltak.
2009-ben a Fermilab bejelentette, hogy ismét találtak egy olyan részecskét (Y(4140)), amely lehet, hogy tetrakvark.
A 2007-ben a Belle által felfedezett Y(4660) részecske is feltételezhetően tetrakvark. 
2010-ben a DESY és a Quaid-i-Azam Egyetemről és egy-egy fizikusa újraelemezték a korábbi adatokat és arra a következtetésre jutottak, hogy az Y(5S) mezonnal (a bottomonium egy alakja) kapcsolatban egy jól definiálható tetrakvark rezonancia létezik.